# Армин ван Бурен
Армин Јозеф Јакобус Данијел ван Бурен (хол. Armin Jozef Jacobus Daniël van Buuren; Лајден, 25. децембар 1976) је холандски тренс ди-џеј. Каријеру ди-џеја започео је 1995.

## Дискографија

### Албуми
- 2003. 76
- 2005.
- 2008.
- 2010.

### Ремиксовани Албуми
- 2009 Imagine: The Remixes
- 2011 Mirage: The Remixes

### Компилације
- 2006 10 Years

### DJ miksevi
- 1999 Planet Disco - New Millenium House Grooves (2 CD) [Virgin / United Recordings] (CD 1 Mixed by Armin van Buuren)
- 1999 United (CD) [United Recordings]
- 1999 Artist Profile Series 4: Boundaries Of Imagination (CD) [Black Hole Recordings]
- 1999 This Is Not The United Sampler (CD) [United Recordings]
- 2000 TranceMatch (CD) (as Armin vs System F) [Cutting Edge]
- 2000 001 A State of Trance (2 CD) [United Recordings]
- 2001 002 Basic Instinct (2 CD) [United Recordings]
- 2001 003 In Motion (2 CD) [United Recordings]
- 2002 004 Transparance (2 CD) [United Recordings]
- 2002 Club Oxygen (CD) [Armind, United Recordings]
- 2004 Big Room Trance (CD) [Mixmag]
- 2008 Live At The Gallery Ministry of Sound (CD) [Mixmag]
- 2008 Armin Only: Imagine - The Music
- 2009 Raveline Mix Sessions 014
- 2011 Armin Only: Mirage - The Music
- 2011 A State Of Trance 500 (5 CD) (CD 1 Mixed by Armin van Buuren)

### A State Of Trance серија
- 2004 A State of Trance 2004
- 2005 A State of Trance 2005
- 2006 A State of Trance 2006
- 2007 A State of Trance 2007
- 2008 A State of Trance 2008
- 2009 A State of Trance 2009
- 2010 A State of Trance 2010
- 2011 A State of Trance 2011

### A State of Trance Yearmix серија
- 2005 A State of Trance Year Mix 2005
- 2006 A State of Trance Year Mix 2006
- 2007 A State of Trance Year Mix 2007
- 2008 A State of Trance Year Mix 2008
- 2009 A State of Trance Year Mix 2009
- 2010 A State of Trance Year Mix 2010
- 2011 A State of Trance Year Mix 2011 (coming soon)

### Universal Religion серија
- 2003 Universal Religion Chapter One
- 2004 Universal Religion 2004, Live from Armada at Ibiza
- 2007 Universal Religion Chapter 3, Live from Amnesia at Ibiza (released as Universal Religion 2008 in the US)
- 2009 Universal Religion Chapter 4
- 2011 Universal Religion Chapter 5, Recorded Live From Space Ibiza

### Видео албуми
- 2005 Armin Only: The Next Level
- 2006 Armin Only: Ahoy
- 2008 Armin Only: Imagine
- 2009 The Music Videos 1997-2009
- 2011 Armin Only: Mirage

### Синглови
| - 1996 "Push" (as Armin) - 1996 "Check Out Your Mind" (as Armin) - 1996 "Spanish Love" (as El Guitaro) - 1996 "Dreams In Sync" (as Hyperdrive Inc.) - 1996 "Electronicly Entertained" (as Technology) - 1996 "Turn Me On" (as Armania) - 1997 "The Only Love" (as Armania) - 1997 "Lilmotion EP" (as Lilmotion) - 1997 "Gotta Feel It" (as Amsterdance) - 1997 "Ideal World EP" (as Misteri A) - 1997 "C'Est Tout" (as Monsieur Basculant) - 1997 "Why You Wanna Hurt Me" (as Gimmick) - 1997 "Allright" (as The Shoeshine Factory) - 1997 "Blue Fear" (as Armin) - 1998 "Wicked" (as The Shoeshine Factory) - 1998 "Raw" (as Hyperdrive Inc.) - 1998 "Pass The Bottle" (as Wodka Wasters) - 1998 "Self Control" (as Problem Boy) - 1998 "The United Colors EP" (as Red & White) - 1999 "Lost Soul Society" (as Armin) - 1999 "Communication" (as Armin) - 1999 "Virgo" (as Armin) - 1999 "Out Of Blue (Remixes)" (as Red & White) - 1999 "See Me, Feel Me" (as Darkstar) - 1999 "Blame The Music" (as Electrix) - 1999 "Gettaway" (as Electrix) - 1999 "One" (as Gig) - 1999 "Future Fun-Land" (as Perpetuous Dreamer) - 1999 "Touch Me" (as Rising Star) - 2000 "Communication Part 2" - 2000 "Eternity" (as Alibi) - 2000 "Wonder?/Wonder Where You Are?" (as Major League) - 2000 "Free" (as Gimmick) - 2000 "Monotonous" (as E=MC²) - 2001 "4 Elements" (as Gaia) - 2001 "Namistai" (with Paul van Dyk) - 2001 "Exhale" (with System F) - 2001 "The Sound of Goodbye" (as Perpetuous Dreamer with Fuel 2 Fire and Elles de Graaf) - 2002 "Clear Blue Moon/Star Theme" (as Rising Star) - 2002 "Sunspot" (as Rising Star with Airwave) - 2002 "Dust.wav" (as Perpetuous Dreamer with Raz & Adryan and Elles de Graaf) - 2002 "Yet Another Day" (feat. Ray Wilson) | - 2002 "Sunburn" - 2003 "Sunburn (Walk Through Fire)" (with Victoria Horn) - 2003 "Burned With Desire" (feat. Justine Suissa) - 2003 "From the Heart" (feat. System F) - 2004 "Future Fun-Land 2004" (as Perpetuous Dreamer) - 2004 "Intruder/Pound" (as Armin vs. M.I.K.E.) - 2005 "Shivers" (feat. Susana) - 2005 "Birth Of An Angel" (with Raz & Adryan and Susana) - 2005 "Serenity" (featuring Jan Vayne) - 2006 "Who Is Watching" (featuring Nadia Ali) - 2006 "Sail" - 2006 "Control Freak" - 2006 "Love You More" (feat Racoon) - 2006 "Saturday Night" (as Armin van Buuren vs. Herman Brood) - 2007 "Communication Part 3" - 2007 "This World Is Watching Me" (as Armin van Buuren vs. Rank 1 featuring Kush) - 2007 "The Sound Of Goodbye 2007" (as Raz & Adryan & Elles de Graaf) - 2007 "Rush Hour" - 2008 "If You Should Go" (featuring Susana) - 2008 "Going Wrong" (as Armin van Buuren & DJ Shah featuring Chris Jones) - 2008 "In And Out Of Love" (with Sharon Den Adel) - 2009 "Unforgivable" (featuring Jaren) - 2009 "Fine Without You" (featuring Jennifer Rene) - 2009 "Never Say Never" (featuring Jacqueline Govaert) - 2009 "Tuvan" (as Gaia) - 2009 "Broken Tonight" (featuring VanVelzen) - 2010 "Aisha" (as Gaia) - 2010 "Remember Love" (as Dj's United) - 2010 "Full Focus" - 2010 "Not Giving Up on Love" (Armin Van Buuren vs. Sophie Ellis-Bextor) - 2010 "This Light Between Us" (featuring Christian Burns) - 2011 "Status Excessu D" (as Gaia) - 2011 "Drowning" (featuring Laura V) - 2011 "Winter Stayed" (as Triple A) - 2011 "Vice Versa" (with ATB) - 2011 "Neon Hero" (featuring Christian Burns & Bagga Bownz) - 2011 "Feels So Good" (feat. Nadia Ali) - 2011 "Brute" (with Ferry Corsten) - 2011 "Stellar" (as Gaia) - 2011 "Youtopia" (feat. Adam Young) - 2012 "J’ai Envie De Toi" (as Gaia) - 2012 "Suddenly Summer" (featuring Ana Criado) - 2012 "Belter" (with Ørjan Nilsen) - 2012 "Orbion" |

### Ремикси
| - 2011 David Guetta feat. Usher - Without You (Armin van Buuren Remix) - 2011 Emma Hewitt - Colours (Armin van Buuren Remix) - 2011 Hannah - Falling Away (Armin van Buuren Remix) - 2011 Nadine Coyle - Put Your Hands Up (Armin van Buuren Remix) - 2011 Triple A - Winter Stayed (Armin van Buuren's On The Beach Mix) - 2011 Laura Jansen - Use Somebody (Armin van Buuren Rework) - 2010 Chicane - Where Do I Start? (Armin van Buuren Remix) - 2010 Miguel Bosé - Jurame (Armin van Buuren Remix) - 2010 Armin van Buuren feat. Christian Burns - This Light Between Us (Armin van Buuren's Great Strings Mix) - 2010 Dido - Everything to Lose (Armin van Buuren Remix) - 2010 Faithless - Not Going Home (Armin van Buuren Remix) - 2010 Armin van Buuren vs. Sophie Ellis-Bextor - Not Giving Up On Love (Armin van Buuren Remix) - 2009 Cerf, Mitiska & Jaren - Beggin’ You (Armin van Buuren Remix) - 2009 BT feat. Jes - Every Other Way (Armin van Buuren Remix) - 2008 Kerli - Walking On Air (Armin van Buuren Remix) - 2008 Armin van Buuren feat. Gabriel & Dresden - Zocalo (Armin In Mexico Mix) - 2008 The Killers - Human (Armin Van Buuren Remix) - 2008 The Killers - Human (Armin Van Buuren Dub) - 2007 Tony Scott - Something For The People (Armin van Buuren vs DJ Remy & Roland Klinkenberg Remix) - 2005 Fragile - Inertia (Armin van Buuren Remix) - 2004 Sean Callery - The Longest Day (Armin Van Buuren Remix Radio Edit) - 2004 Sean Callery - The Longest Day (Armin Van Buuren Remix) - 2004 Sean Callery - The Longest Day (Armin Van Buuren Dub) - 2004 Sean Callery - The Longest Day (Armin Van Buuren Mix) - 2004 Envio - Love Poison (Ryan G Remix - AvB Edit) - 2004 Mark Otten - Mushroom Therapy (Armin Van Buuren Precious Edit) - 2003 Clubhands - Live Your Life (Extended Club Mix) - 2003 Motorcycle - As The Rush Comes (Armin van Buuren's Universal Religion Remix) - 2003 Ben Liebrand - Give Me An Answer (Armin van Buuren Remix) - 2002 Perpetuous Dreamer - Dub.wav - 2002 Perpetuous Dreamer - Dust.wav (Armin van Buuren Rising Star Remix) - 2002 DJ Astrid - The Spell (Armin Van Buuren Remix) - 2002 Solar Stone - Seven Cities (Armin van Buuren Remix) - 2002 Solar Stone - Seven Cities (Armin van Buuren Vocal mix) - 2002 OceanLab - Sky Falls Down (Armin Van Buuren Remix) - 2002 Cygnus X - Positron (Armin Van Buuren Remix) - 2002 Riva - Time Is The Healer (Armin Van Buuren Vocal Remix) - 2002 Shane - Too Late To Turn (Armin Van Buuren Remix) - 2002 Solid Sessions - Janeiro (Armin Van Buuren Mix) - 2002 DJ Astrid - The Spell (Armin Van Buuren Remix) - 2001 iiO - Rapture (Armin Van Buuren Remix) - 2001 Ayumi Hamasaki - Appears (Armin Van Buuren Remix) - 2001 Perpetuous Dreamer - The Sound Of Goodbye (Armin's Tribal Feel Mix) - 2001 Magnusson Arrived - Mary Go Around (Armin Van Buuren's 'This Round's On Me' Edit) - 2001 Magnusson Arrived - Mary Go Around (Armin Van Buuren's 'This Round's On Me' Mix) - 2001 System F - Exhale (Armin van Buuren Remix) - 2000 Armin - Communication Part II (Armin van Buuren's Remake) - 2000 Vibe-Rations - Steppin' Out (Armin van Buuren's Big Bass Remix) - 2000 Desiderio - Starlight (Armin Van Buuren's Rising Star Remix) - 2000 Novaskotia - Novaskotia (Armin Van Buuren's Rising Star Mix) - 2000 Dominica - Gotta Let You Go (Watch Your Step Mix) | - 2000 Mi-Ko - Dreaming Of You (Armix Remix) - 2000 Gimmick - Free (Armin's Discotizer Dub) - 2000 Moogwai - Viola (Armin Van Buuren Remix) - 2000 Yahel - Devotion (Armin Van Buuren Mix) - 2000 ATFC Presents OnePhatDeeva - Bad Habit (Armin Van Buuren Gimmick Club Mix) - 2000 Aria - Dido (Armin van Buuren's Universal Religion Mix) - 1999 Gouryella - Walhalla (Armin van Buuren's Rising Star Dub) - 1999 Gouryella - Walhalla (Armin Van Buuren's Rising Star Mix) - 1999 Rising Star - Touch Me (Armix Remix) - 1999 Vincent De Moor - Between 2 Fires (Armin Remix) - 1999 René Et Gaston - Vallée 2000 (Vallée De L'Armix) - 1999 Airscape - L'Esperanza (Armin Van Buuren's Rising Star Mix) - 1999 DJ Manta - Holding On (Armin Van Buuren's Rising Star Edit) - 1999 DJ Manta - Holding On (Armin Van Buuren's Rising Star Mix) - 1999 Electrix - Gettaway (Armin van Buuren Mix) - 1999 Pancake - Don't Turn Your Back (Syrup & Sugar Armix Flava) - 1999 Madison Avenue - Don't Call Me Baby (Armin van Buuren's Stalker Dub) - 1999 Madison Avenue - Don't Call Me Baby (Armin van Buuren's Stalker Mix) - 1999 Insight - Prophecy (Cyber Mix) - 1999 Shane - C'est Musique (Armin van Buuren Remix) - 1999 Electrix - Blame The Music (Armin van Buuren Mix) - 1999 DJ René - Music All Over The World (DJ René & Armin van Buuren Remix) - 1999 Chakra & Edi Mis - X-File '99 (Armin & DJ Johan's Cyber Mix) - 1999 Denzil & Dwayne - Force Of Habit (Armin van Buuren Remix) - 1999 Vincent De Moor - Shamu (Armin Remix) - 1999 Gouryella - Gouryella (Armix) - 1998 Wamdue Project - King Of My Castle (Armin van Buuren Remix) - 1998 Wamdue Project - King Of My Castle (Armin Gimmick Dub) - 1998 Red & White - Out Of Blue (Armix) - 1998 Wodka Wasters - Pass The Bottle (Armin's Movin' Work Dub) - 1998 Wodka Wasters - Pass The Bottle (Armix) - 1998 Black & White Brothers - Put Your Hands Up (Gimmick Remix) - 1998 Problem Boy - Self Control (Armix) - 1998 Flying Grooves - Initial Velocity (Armix) - 1998 Barbarus - Hold On (Armix) - 1998 Suits Makin' Noise - Ellegibo (Extended Armix) - 1998 Suits Makin' Noise - The Beginning (Armix Club Version) - 1998 Rocco Mundo - Move Static (Armix) - 1998 J.R.'s Revenge - Dallas (The Armix) - 1997 Temple Of The Groove - Without Your Love (Armin's Radio Mix) - 1997 Sweet Pussy Pauline - Heads, Tits & Ass (Armin van Buuren Vocal Remix) - 1997 Sweet Pussy Pauline - Heads, Tits & Ass (Armin van Buuren Dub Remix) - 1997 Jocks' Trap - Tribal Tone (Armix Dub) - 1997 Jocks' Trap - Tribal Tone (Armix) - 1997 The Sunclub - Single Minded People (Radio Edit Armix) - 1997 The Sunclub - Single Minded People (Trance Minded Armix) - 1997 The Sunclub - Single Minded People (Club Minded Armix) - 1997 Geoffrey Williams - Sex Life (Major Funk Armix) - 1997 Pioneers Of Sound - Keep It Up (Armin Van Buuren Remix) - 1997 ISCO - Funkytown (Mothafunky Armin Mix) - 1997 De Bos - Chase (Follow-That-Car Mix) - 1997 Monsieur Basculant - C'est Tout (Armix) - 1996 Groove Solution - Magic Melody (Armin Mix) |